# Wgłębniczek jenajski

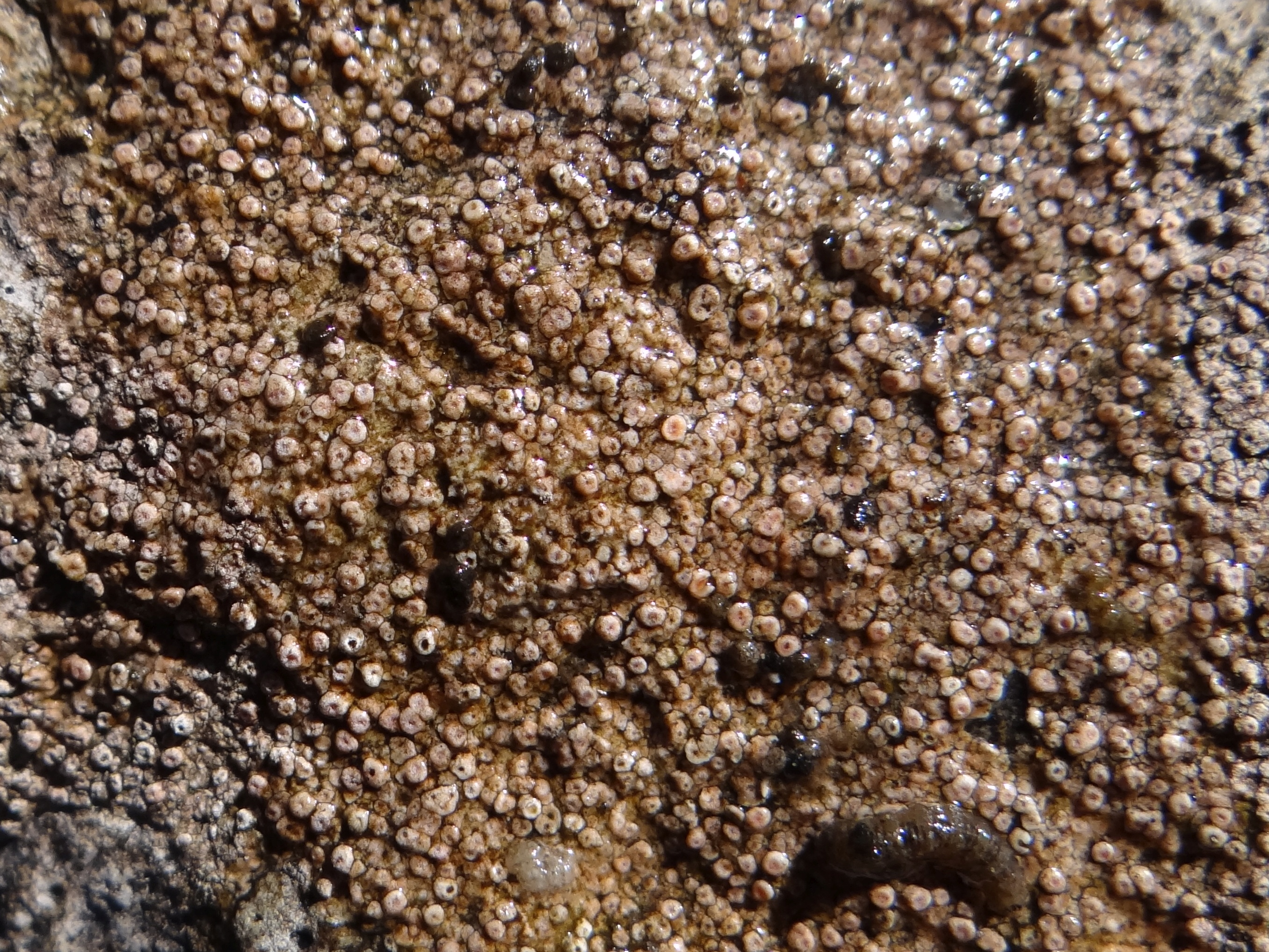
Plecha z niedojrzałymi apotecjami

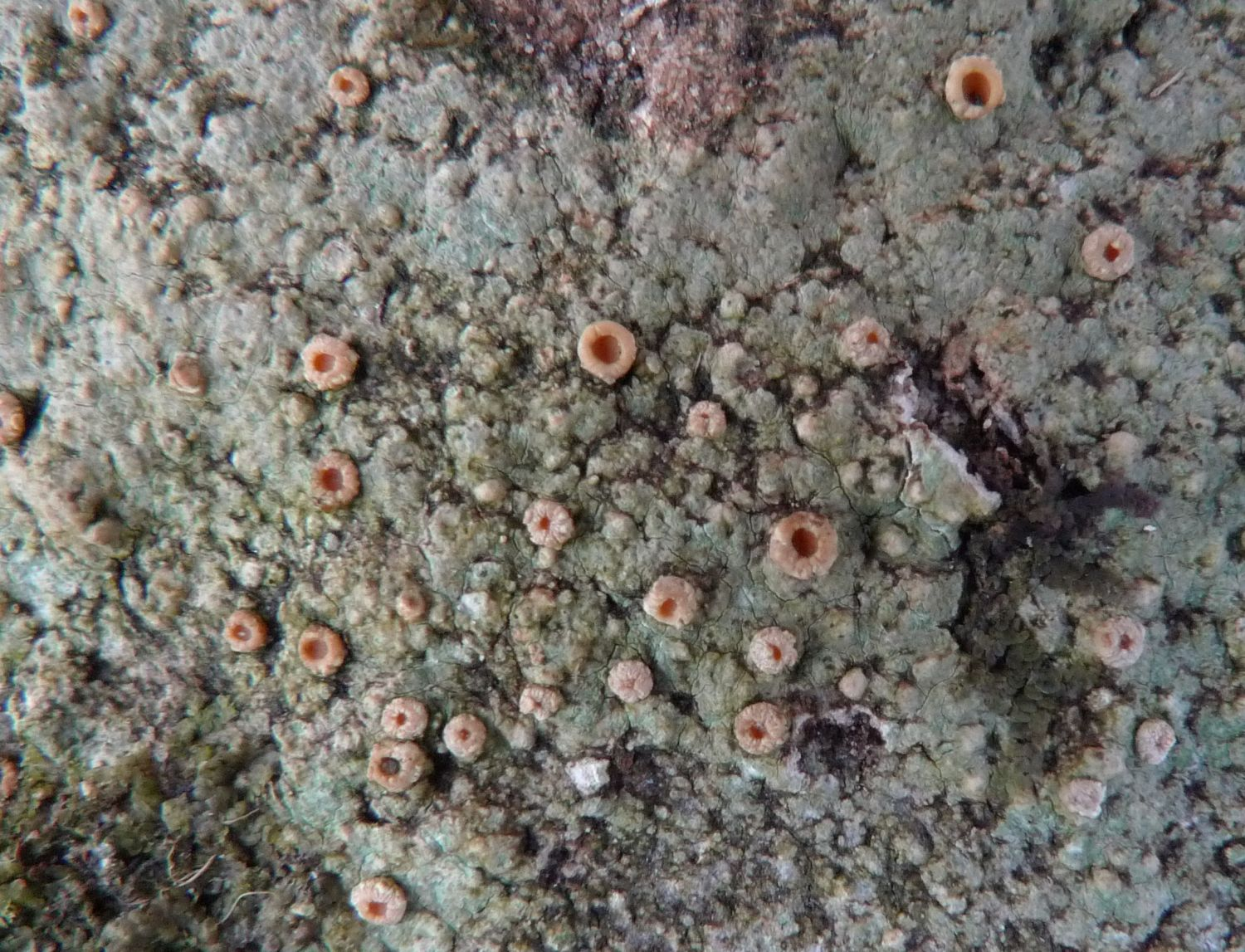

Wgłębniczek jenajski (Gyalecta jenensis (Batsch) Zahlbr.) – gatunek grzybów należący do rodziny Gyalectaceae. Ze względu na współżycie z glonami zaliczany jest do grupy porostów.

## Systematyka i nazewnictwo
Pozycja w klasyfikacji według Index Fungorum: Gyalectaceae, Ostropales, Ostropomycetidae, Lecanoromycetes, Pezizomycotina, Ascomycota, Fungi.
Po raz pierwszy takson ten zdiagnozował w roku 1786 August Johann Batsch nadając mu nazwę Peziza jenensis. Obecną, uznaną przez Index Fungorum nazwę nadał mu w roku 1997 Alexander Zahlbruckner, przenosząc go do rodzaju Gyalecta. Wyróżnia się dwie odmiany:
- Gyalecta jenensis var. jenensis (Batsch) Zahlbr. 1924
- Gyalecta jenensis var. macrospora Vězda 1969

Nazwa polska według W. Fałtynowicza.

## Charakterystyka
Tworzy skorupiastą, jednolitą lub popękaną i cienką plechę, która może częściowo wnikać w skałę (jest endolityczna), lub tworzyć na niej zewnętrzna warstewkę. Jej powierzchnia jest gładka lub nierówna i ma barwę żółtą, zielonoszarą, czasami różowobiałą. Brak kory. Plecha zawiera glony z rodzaju Trentepohlia. Hymenium ma grubość 110–150 μm, w górnej części jest bezbarwne, w dolnej różowawe z kroplą oleju. Są w nim wstawki (parafizy) o grubości 1,5–2 μm. Zazwyczaj są pojedyncze, czasami mają końce rozwidlone o szerokości do 3 μm. Hypotecjum bezbarwne.
Apotecja siedzące, dość liczne, skupione lub rozproszone. Mają okrągławy kształt, zazwyczaj zwężoną nasadę i średnicę 0,3–1,2 mm. Tarczki są wgłębione lub płaskie, o barwie cielistoczerwonawej, czerwonożółtej lub jasnobrunatnej. Brzeżek jest trwały, wyniesiony, szeroki, karbowany lub promieniście popękany. Ma barwę białawą lub jasnocielistą. Niedojrzałe apotecja są kuliste, zamknięte i przypominają wyglądem perytecja. W jednym worku powstaje po 8, wyjątkowo po 4 zarodniki. Są one wrzecionowato-elipsoidalne, bezbarwne z 3-6 poprzecznymi przegrodami. Mają rozmiar (11-) 15-25 (-40) x 6-10 (-16) μm.
Reakcje barwne: plecha K-, C-, KC-, P-. Kwasów porostowych nie wykryto.

## Występowanie i siedlisko
Jest szeroko rozprzestrzeniony w Ameryce Północnej i Europie oraz na Wyspach Kanaryjskich. W Polsce jest dość częsty w górach i na wyżynach, na nizinach spotykany jest bardzo rzadko. Znajduje się na Czerwonej liście roślin i grzybów Polski. Ma status NT – jego populacje są bliskie zakwalifikowania do kategorii gatunków narażonych na wyginięcie.
Rozwija się głównie na skałach wapiennych, wapnistych piaskowcach i na betonie, dużo rzadziej na skałach krzemianowych, na ziemi, drewnie i na mchach. Występuje zwykle na podłożu wilgotnym, często na częściowo zacienionym.